# Alexander Andrejewitsch Antropow
Alexander Andrejewitsch Antropow (russisch Александр Андреевич Антропов; * 16. August 1990 in Swerdlowsk, Russische SFSR) ist ein russischer Eishockeyspieler, der zuletzt bei Awtomobilist Jekaterinburg in der Kontinentalen Hockey-Liga unter Vertrag stand.

## Karriere
Alexander Antropow begann seine Karriere als Eishockeyspieler in der Nachwuchsabteilung des HK Traktor Tscheljabinsk, in der er bis 2006 aktiv war. Anschließend wechselte er in seine Heimatstadt in die Nachwuchsabteilung von Awtomobilist Jekaterinburg, für dessen Juniorenmannschaft er von 2009 bis 2011 in der multinationalen Nachwuchsliga Molodjoschnaja Chokkeinaja Liga spielte. In der Saison 2011/12 gab der Angreifer sein Debüt für die Profimannschaft von Awtomobilist Jekaterinburg in der Kontinentalen Hockey-Liga.